# 王同春 (水利专家)
王同春（1852年—1925年），字浚川，清末直隶省顺德府邢台县（今河北邢台）人，中国近代史上黃河河套地区的主要开发者之一，富于传奇色彩的水利专家。清末民初，政府在王同春开垦的土地上设立了五原、临河、安北三县。其子王英。

## 生平
他出生于破落地主家庭，5歲時一目失明，清同治三年（1864年），12岁的王同春随家人从邢台老家“走西口”到河套谋生。他一生勤奋过人，经常在下雨的时候在野外骑马奔驰，考察地势高低、积水流向，对后套地区的地形、土壤、水文、地质等情况十分熟悉，成为极富天才的水利专家。
从光绪七年（1881年）开始的几十年时间内，王同春在黄河后套地区先后开凿了义和渠、沙河渠、刚济渠、丰济渠、皂王河等五大干渠，支渠270多条，垦荒地2.7万顷，每年收粮23万石，收地租、水费17万两，估计为开挖渠道开支约1530万两。他在义和渠旁边名叫隆兴昌的地方，起筑房屋，后发展成为后套地区的五原县城。他靠一人之力，开辟了河套地区八大干渠中的五条，以及五原、临河、安北三县。经过数十年的开发，后套地区（主要位於今內蒙古巴彥淖爾的黄河沿岸）渠道纵横，成为富庶之地。在兴修水利的过程中，王同春也发家致富，成为富甲一方的特大地主，拥有良田万顷。光緒二十九年（1903年），清朝欽差大臣貽穀以“移民实边”的名义，将其一生开凿的渠道和田产一并交官，官方仅给32000两赏银。
中华民国成立后，王同春受到民国工商部长张謇，地理学家张相文等人的重视，被聘为高级水利顾问，在疏导淮河事宜上提出「引淮入海」的建议，受到强烈赞同，并受邀到山西朔县、应县等地指导兴修水利，以及协助冯玉祥的西北軍進行开发。1925年病逝于五原县，享年74岁。当地人将其奉为河神，集资修祠祭祀。中国地理学家顾颉刚、侯仁之等人，对王同春开发黄河后套的事业给予很高评价。顧氏的《王同春开发河套记》曾入選南京國民政府時期的學校教科書。